# Глен Коллінз
Глен Коллінз (англ. Glen Collins, нар. 7 вересня 1977, Крайстчерч) — новозеландський футболіст, що грав на позиції півзахисника.

## Клубна кар'єра
Навчався у «Грінсборо Коледжі», де грав за місцеву футбольну команду в студентській першості. По завершенні навчання 2002 року недовго пограв у США за клуб «Кароліна Динамо» у третьому за рівнем дивізіоні країни.
Незабаром Коллінз повернувся на батьківщину і у сезоні 2003/04 грав за «Футбол Кінгз», єдиний місцевий професіональний клуб, що виступав у Національній футбольній лізі Австралії. Втім по завершенні того сезону ліга була скасована, а клуб розпущений.
В результаті Коллінз перейшов у «Кентербері Юнайтед», що грав у чемпіонаті Нової Зеландії, де футболіст з невеликою перервою грав аж до завершення ігрової кар'єри у 2011 році. Під час перерви у 2008—2009 роках грав у США за невеличкий клуб «Іст Тексес Спіріт».

## Виступи за збірну
9 липня 2002 року дебютував в офіційних іграх у складі національної збірної Нової Зеландії в матчі домашнього Кубка націй ОФК 2002 року з Соломоновими островами (6:1). Цей матч так і залишився єдиним для гравця на тому турнірі, який його збірна виграла.
Згодом у жовтні того ж року Лі зіграв ще у двох товариських іграх з Естонією (2:3) та Польщею (0:2), після чого за збірну більше не грав.

## Титули і досягнення
- Володар Кубка націй ОФК: 2002